# Fútbol en los Mini Juegos del Pacífico 1993
El fútbol fue uno de los eventos en los que se disputaron medallas en los Mini Juegos del Pacífico 1993, la 4.ª edición de estos juegos que es realizada cada 2 años diferido a los Juegos del Pacífico Sur.
Esta edición se realizó en Vanuatu, entre el 7 de diciembre y el 16 de diciembre de 1993. Participaron ocho equipos.

## Participantes
| Equipos participantes | Equipos participantes | Equipos participantes | Equipos participantes |
| --------------------- | --------------------- | --------------------- | --------------------- |
| Vanuatu               | Tonga                 | Nueva Caledonia       | Papúa Nueva Guinea    |
| Tahití                | Islas Salomón         | Fiyi                  | Guam                  |

## Fase de grupos

### Grupo A
| Equipo             | PJ | PG | PE | PP | GF | GC | Dif. | PTS |
| ------------------ | -- | -- | -- | -- | -- | -- | ---- | --- |
| Vanuatu            | 3  | 2  | 1  | 0  | 5  | 1  | +4   | 7   |
| Nueva Caledonia    | 3  | 1  | 2  | 0  | 13 | 2  | +11  | 5   |
| Papúa Nueva Guinea | 3  | 1  | 1  | 1  | 6  | 2  | +4   | 4   |
| Tonga              | 3  | 0  | 0  | 3  | 0  | 19 | −19  | 0   |

| Fecha                   | Lugar     |                 |                            | Resultado |                               |                    |
| ----------------------- | --------- | --------------- | -------------------------- | --------- | ----------------------------- | ------------------ |
| 7 de diciembre de 1993  | Port Vila | Vanuatu         | Bandera de Vanuatu         | 3:0       | Bandera de Tonga              | Tonga              |
| 8 de diciembre de 1993  | Port Vila | Nueva Caledonia | Bandera de Nueva Caledonia | 1:1       | Bandera de Papúa Nueva Guinea | Papúa Nueva Guinea |
| 10 de diciembre de 1993 | Port Vila | Tonga           | Bandera de Tonga           | 0:5       | Bandera de Papúa Nueva Guinea | Papúa Nueva Guinea |
| 10 de diciembre de 1993 | Port Vila | Vanuatu         | Bandera de Vanuatu         | 1:1       | Bandera de Nueva Caledonia    | Nueva Caledonia    |
| 13 de diciembre de 1993 | Port Vila | Nueva Caledonia | Bandera de Nueva Caledonia | 11:0      | Bandera de Tonga              | Tonga              |
| 13 de diciembre de 1993 | Port Vila | Vanuatu         | Bandera de Vanuatu         | 1:0       | Bandera de Papúa Nueva Guinea | Papúa Nueva Guinea |

### Grupo B
| Equipo        | PJ | PG | PE | PP | GF | GC | Dif. | PTS |
| ------------- | -- | -- | -- | -- | -- | -- | ---- | --- |
| Tahití        | 3  | 3  | 0  | 0  | 15 | 0  | +15  | 9   |
| Fiyi          | 3  | 2  | 0  | 1  | 13 | 1  | +12  | 6   |
| Islas Salomón | 3  | 1  | 0  | 2  | 12 | 5  | +7   | 3   |
| Guam          | 3  | 0  | 0  | 3  | 1  | 35 | −34  | 0   |

| Fecha                   | Lugar     |               |                               | Resultado |                          |               |
| ----------------------- | --------- | ------------- | ----------------------------- | --------- | ------------------------ | ------------- |
| 7 de diciembre de 1993  | Port Vila | Tahití        | Bandera de Polinesia Francesa | 11:0      | Bandera de Guam          | Guam          |
| 7 de diciembre de 1993  | Port Vila | Fiyi          | Bandera de Fiyi               | 1:0       | Bandera de Islas Salomón | Islas Salomón |
| 9 de diciembre de 1993  | Port Vila | Tahití        | Bandera de Polinesia Francesa | 1:0       | Bandera de Fiyi          | Fiyi          |
| 11 de diciembre de 1993 | Port Vila | Islas Salomón | Bandera de Islas Salomón      | 12:1      | Bandera de Guam          | Guam          |
| 13 de diciembre de 1993 | Port Vila | Fiyi          | Bandera de Fiyi               | 12:0      | Bandera de Guam          | Guam          |
| 13 de diciembre de 1993 | Port Vila | Tahití        | Bandera de Polinesia Francesa | 3:0       | Bandera de Islas Salomón | Islas Salomón |

## Fase final

### Semifinales
| Fecha                   | Lugar     |         |                               | Resultado |                            |                 |
| ----------------------- | --------- | ------- | ----------------------------- | --------- | -------------------------- | --------------- |
| 14 de diciembre de 1993 | Port Vila | Tahití  | Bandera de Polinesia Francesa | 2:1       | Bandera de Nueva Caledonia | Nueva Caledonia |
| 14 de diciembre de 1993 | Port Vila | Vanuatu | Bandera de Vanuatu            | 0:2       | Bandera de Fiyi            | Fiyi            |

### Disputa del tercer lugar
| Fecha                   | Lugar     |         |                    | Resultado |                            |                 |
| ----------------------- | --------- | ------- | ------------------ | --------- | -------------------------- | --------------- |
| 16 de diciembre de 1993 | Port Vila | Vanuatu | Bandera de Vanuatu | 1:2       | Bandera de Nueva Caledonia | Nueva Caledonia |

### Final
| Fecha                   | Lugar     |        |                               | Resultado |                 |      |
| ----------------------- | --------- | ------ | ----------------------------- | --------- | --------------- | ---- |
| 16 de diciembre de 1993 | Port Vila | Tahití | Bandera de Polinesia Francesa | 3:0       | Bandera de Fiyi | Fiyi |

| Bandera de Polinesia Francesa |
| Campeón Tahití                |
| Segundo título                |